# デンタルダイヤモンド社
デンタルダイヤモンド社（デンタルダイヤモンドしゃ）は日本の出版社。ジーシーの関連会社で歯科関連の雑誌・書籍の出版を行っている。

## 略歴
1976年3月24日に協和企画により設立される。1999年、ジーシーに譲渡される。

## 雑誌
- 『DENTAL DIAMOND』（月刊 発行部数17,500部）[3][4]
- 『DHstyle』（月刊 発行部数8,199部）[3][4]

## 所属団体
- 日本補綴歯科学会 賛助会員 [5]
- 日本歯科理工学会 賛助会員 [6]
- 日本接着歯学会 賛助会員 [7]
- 日本顎咬合学会 賛助会員 [8]
- 日本歯科色彩学会 賛助会員[9]
- 日本歯科産業学会 賛助会員[10]
- 東京都歯科衛生士会 賛助会員[11]
- SJCDインターナショナル シルバー会員[12]